# マイルストーン (ゲーム会社)
株式会社マイルストーン(MileStone Inc.)は、東京都港区浜松町にかつて所在していたゲーム会社。創業者である木村拓史は元コンパイルの営業部社員であり、開発スタッフに関しても元コンパイル社員が中核を担っていた。

## 概要
設立当初は下請としての仕事が主だったが、2004年から自社オリジナルタイトルの開発・販売も行う様になった。
2008年からはバイオエタノール事業にも参入し、関連会社の『MSバイオエナジー株式会社』を設立している。
2012年以降、スタッフの離脱や公式サイトの消滅、代表者の逮捕、発売タイトルの配信終了といった事態が相次いでおり、活動停止状態となっていると思われるが、詳細は不明。尚、2013年からはスタッフの移籍先である『株式会社クロン』が一部タイトルの開発を引き継いでいたが、2014年11月をもってマイルストーン関連タイトルの開発を終了し、会社としての活動も休止した。マイルストーン作品のうちシューティングゲームの開発及び発売は株式会社RS34が引き継いでいる。

### 代表者の逮捕
2013年3月5日、美祢警察署と山口南警察署は、MSバイオエナジーが国に無届けでありながら「利率月1%、元金は3年で全額償還」等と謳い、50人以上に対して社債購入を持ちかけていたとして、木村を金融商品取引法違反の容疑で逮捕した。同様の手口を用いたとして同時に逮捕された容疑者による被害と本件の被害を合わせた総被害額は、7億円と見られている。

## 沿革
- 2003年4月22日 - 東京都杉並区井草に『有限会社マイルストーン』設立。
- 2006年10月16日 - 有限会社から株式会社に変更。
- 2007年7月22日 - 所在地を東京都杉並区上荻へ移転。
  - 同年8月6日 - ベトナム中部ダナンに現地法人『マイルストーンベトナム(Milestone Vietnam Co., Ltd)』を設立。
- 2008年7月14日 - バイオエタノールの製造及び販売を目的とした『MSバイオエナジー株式会社(MS BIO ENERGY INC.)』を設立。
- 2009年10月4日 - Twitterにマイルストーン公式アカウントを開設。
- 2009年12月25日 - MSバイオエナジーとベトナム中部ダグ・ラック省との間で、バイオエタノール製造プラント建造における基本合意に達した事を発表。
- 2011年3月23日 - オフィシャル通信販売サイト『浮羽ショッピングモール』をオープン。
  - 同年9月1日 - 放射線量を計測・アップロードできるサービス「Gサイト(仮称)」及び、放射線測定器「Gカウンター」のプレスリリースを発表。2011年11月末にサービス開始予定とされていたが、この発表以後続報は一切なく、後に公式サイトからもGサイト等に関する記述が全て削除された。
- 2012年 - 所在地を東京都港区浜松町(MSバイオエナジーの所在地)へ移転。
  - 同年3月5日 - 自社所属のサウンドチーム「k.h.d.n.」の無期限活動中止を発表。その後、k.h.d.n.は『クロン』へ移籍した[3]。また、この日を境に公式アカウントのつぶやきが途絶える。
  - 同年7月10日 - 公式サイトの画像ファイルや一部ページ、製品の個別ページ全てが未検出状態となる。その後も復旧される事無く、2013年1月には完全にアクセス不能となった。
  - 同年11月 - MSバイオエナジーの公式サイトにアクセス不能となる。
- 2013年3月5日 - 木村拓史が金融商品取引法違反で逮捕される。
  - 同年3月21日 - 浮羽ショッピングモールにアクセス不能となる。
- 2014年3月31日 - 『ぽーかーずWii』『もっと目で右脳を鍛えるDS速読術 Light』の配信終了。

## 開発・販売タイトル
- カオスフィールド - アーケード、2004年6月 (発売:エイブルコーポレーション)
  - 移植版 - DC、2004年12月16日
  - カオスフィールド エクスパンデッド - GC、2005年2月24日
  - カオスフィールド ニューオーダー - PS2、2005年12月15日 (発売:デジタル・ゲイン)
- ラジルギ - アーケード、2005年10月
  - 移植版 - DC、2006年2月16日
  - ラジルギ・プレシャス - PS2、2006年5月25日 (発売:デジタル・ゲイン)
  - ラジルギ・ジェネリック - GC、2006年5月25日
- カラス - アーケード、2006年11月
  - 移植版 - DC、2007年3月8日
  - マイルストーンシューティングコレクション カラスWii - Wii、2008年4月10日
- 目で右脳を鍛える DS速読術 - DS、2006年11月9日
- タンクビート - DS、2006年11月30日
- 目で右脳を鍛える 速読術ポータブル - PSP、2007年6月28日
- 耳で右脳を鍛える DS聴脳力 - DS、2007年7月26日
- 目で右脳を鍛える DS速読ジュニア - DS、2007年8月30日
- いつでもどこでも 大仁田厚の政治クイズDS - DS、2007年9月23日
- タンクビート2 激突!ドイツ軍vs.連合軍 - DS、2007年11月29日
- みんなでフラッシュ暗算DS - DS、2008年3月27日 (開発:河本産業)
- レッツ!ブラス!! - DS、2008年4月24日
- 続けられない大人のための メタボ脱出トレーニング - DS、2008年5月29日
- イルマティックエンベロープ - アーケード、2008年6月
  - イルベロWii - Wii、2008年11月13日
- もっと目で右脳を鍛えるDS速読術 - DS、2008年7月31日
  - もっと目で右脳を鍛えるDS速読術 Light - DSiウェア、2011年9月14日
- Hula Wii フラで始める 美と健康! - Wii、2008年10月30日
- ぽーかーずWii - Wiiウェア、2008年11月25日
- ラジルギノア - アーケード、2009年6月 (発売:ラッキー)
  - ラジルギノアWii - Wii、2010年2月25日
  - ラジルギノア MASSIVE - Xbox 360、2010年10月28日 (発売:加賀クリエイト)
- Train a Go! Go! - iPhone / iPod touch、2009年10月2日 (発売:マイルストーンベトナム)
- Hula Wii 楽しくフラを踊ろう!! - Wii、2009年10月22日
- PROJECT CERBERUS - PSP、2010年8月26日 (発売:加賀クリエイト)
- トウィンクル クイーン - Wii、2010年8月26日
- マイルストーンシューティングコレクション2 - Wii、2010年12月30日
- 両目で右脳を鍛える 3D速読術 - 3DS、2011年8月25日

### 開発協力
- ぷよぷよフィーバー - アーケード、2003年11月26日 (開発:ソニックチーム / 発売:セガ)
- ぷよぷよフィーバー2 - PS2、2005年11月24日 (開発:ソニックチーム / 発売:セガ)
- Coded Soul -受け継がれしイデア- -PSP、2008年2月7日 (開発:ガイア / 発売:ソニー・コンピュータエンタテインメント)
- DS湯けむりサスペンスシリーズ フリーライター 橘 真希 「洞爺湖・七つの湯・奥湯の郷」取材手帳 - DS、2008年4月24日 (開発:エピックス / 発売:ゼンリン)